# Marek Jóźwiak (piłkarz)
Marek Jóźwiak (ur. 21 sierpnia 1967 w Raciążu) – polski piłkarz występujący na pozycji obrońcy, przez większość kariery związany z Legią Warszawa, reprezentant Polski, działacz piłkarski.

## Kariera klubowa
Początkowo występował w LZS Siemiątkowo, w kolejnych latach był członkiem Błękitnych Raciąż, Mławianki Mława i Śniardw Orzysz.
W 1988 związał się z Legią Warszawa, w barwach której we wszystkich rozgrywkach rozegrał 350 meczów i strzelił sześć bramek. Trzykrotnie zdobył nią tytuł mistrza Polski (1994, 1995, 2002) czterokrotnie zdobył Puchar Polski (1989, 1990, 1994, 1995), dwukrotnie Superpuchar Polski (1990, 1995) oraz raz Puchar Ligi (2002). W sezonie 1995/96 uczestniczył w rozgrywkach Ligi Mistrzów. Ostatniego gola dla Wojskowych zdobył wiosną 2005 w wieku 37 lat i 60 dni, co daje mu drugie miejsce w klubowej klasyfikacji najstarszych strzelców, tylko za Lucjanem Brychczym.
Bronił też barw francuskiego EA Guingamp, z którym w 1996 wygrał Puchar Intertoto, oraz chińskiego Shenyang Jinde.

## Kariera międzynarodowa
W reprezentacji Polski w latach 1992–1998 rozegrał czternaście spotkań.
| Lp. | Data                 | Miejsce   | Przeciwnik | Wynik | Rozgrywki     | Grał   | Uwagi        |
| --- | -------------------- | --------- | ---------- | ----- | ------------- | ------ | ------------ |
| 1.  | 5 lipca 1992         | Gwatemala | Gwatemala  | 2:2   | towarzyski    | od 63' |              |
| 2.  | 27 marca 1996        | Łódź      | Słowenia   | 0:0   | towarzyski    | 90'    |              |
| 3.  | 1 maja 1996          | Mielec    | Białoruś   | 1:1   | towarzyski    | 90'    |              |
| 4.  | 2 czerwca 1996       | Moskwa    | Rosja      | 0:2   | towarzyski    | 90'    | Żółta kartka |
| 5.  | 4 września 1996      | Zabrze    | Niemcy     | 0:2   | towarzyski    | 90'    |              |
| 6.  | 9 października 1996  | Londyn    | Anglia     | 1:2   | elim. MŚ 1998 | 90'    |              |
| 7.  | 10 listopada 1996    | Katowice  | Mołdawia   | 2:1   | elim. MŚ 1998 | 90'    |              |
| 8.  | 26 lutego 1997       | Goiânia   | Brazylia   | 2:4   | towarzyski    | 90'    |              |
| 9.  | 31 maja 1997         | Chorzów   | Anglia     | 0:2   | elim. MŚ 1998 | 90'    | Żółta kartka |
| 10. | 6 września 1997      | Warszawa  | Węgry      | 1:0   | towarzyski    | 90'    | Żółta kartka |
| 11. | 7 października 1997  | Kiszyniów | Mołdawia   | 3:0   | elim. MŚ 1998 | 90'    |              |
| 12. | 11 października 1997 | Tbilisi   | Gruzja     | 0:3   | elim. MŚ 1998 | 90'    |              |
| 13. | 25 lutego 1998       | Ramat Gan | Izrael     | 0:2   | towarzyski    | do 52' | Żółta kartka |
| 14. | 22 kwietnia 1998     | Osijek    | Chorwacja  | 1:4   | towarzyski    | do 64' |              |

## Kariera działacza
Po zakończeniu kariery w 2005 został skautem Legii (w praktyce szefem jej skautingu). Na początku pracy w roli łowcy talentów przeprowadził udane transfery Moussy Ouattary, Édsona oraz Rogera Guerreiry (dwa ostatnie do spółki z Mariuszem Piekarskim). W marcu 2010 został w klubie zatrudniony na stanowisku dyrektora ds. rozwoju sportowego. Od maja 2012 piastował w Legii stanowisko dyrektora wykonawczego ds. transferów zawodników. 4 stycznia 2013 rozstał się z klubem.
W kwietniu 2015 związał się z Lechią Gdańsk, gdzie do końca stycznia 2016 pełnił funkcję menedżera kadry, a następnie, po zawężeniu zakresu obowiązków, był odpowiedzialny za transfery w dziale skautingu. W sierpniu 2017 został zwolniony.
Wiosną 2019 krótko pracował jako doradca zarządu Wigier Suwałki ds. sportowych. W maju 2019 został dyrektorem sportowym Wisły Płock odpowiedzialnym za politykę transferową i pion sportowy. Z klubem rozstał się w listopadzie 2020.

## Sukcesy
Legia Warszawa
- I liga Mistrzostwo: 1993/94, 1994/95, 2001/02
- Puchar Polski: Zwycięstwo: 1988/89, 1989/90, 1993/94, 1994/95
- Superpuchar Polski Zwycięstwo: 1990, 1995
- Puchar Ligi Zwycięstwo: 2001/02

EA Guingamp
- Puchar Intertoto UEFA 1996